# Tập đoàn quân độc lập Duyên hải
Binh đoàn Duyên hải (tiếng Nga: Приморская армия), hay Tập đoàn quân độc lập Duyên hải (Отдельная Приморская армия), là một đơn vị quân đội cấp tập đoàn quân thuộc Hồng quân Liên Xô, tham chiến trong Chiến tranh Vệ quốc vĩ đại.

## Lịch sử

### Thành lập
Binh đoàn Duyên hải (Приморская армия) được thành lập ngày 19 tháng 7 năm 1941, theo chỉ thị của Bộ tư lệnh Phương diện quân Nam ngày 18 tháng 7 năm 1941, trên cơ sở của Cụm tác chiến Duyên hải. Ngay khi vừa thành lập, tập đoàn quân đã phải chiến đấu trong những trận chiến khốc liệt, rút lui về phía Odessa. Ngày 5 tháng 8 năm 1941, tập đoàn quân nhận được lệnh bảo vệ thành phố cho đến cơ hội cuối cùng. Đến ngày 10 tháng 8, tập đoàn quân đã thiết lập được một tuyến phòng thủ ở ngoại ô thành phố. Những nỗ lực của Tập đoàn quân Rumani 4 nhằm chiếm Odessa trong khi hành tiến đã bị chặn đứng.
Ngày 19 tháng 8, tập đoàn quân tiến vào khu vực phòng thủ của thành phố Odessa. Từ thời điểm này, nó được đổi tên thành Tập đoàn quân độc lập Duyên hải (Отдельная Приморская армия), trực thuộc quyền lãnh đạo trực tiếp của Đại bản doanh (Stavka). Biên chế bấy giờ của tập đoàn quân gồm một bộ chỉ huy, ba sư đoàn súng trường và kỵ binh, hai trung đoàn hải quân đổ bộ và biệt đội thủy thủ của Hạm đội Biển Đen. Đối diện với Tập đoàn quân độc lập Duyên hải là binh lực của quân Đức với 17 sư đoàn bộ binh và 7 lữ đoàn.
Ngày 21 tháng 9, tập đoàn quân đã chặn được cuộc tấn công của Đức cách thành phố 8–15 km. Trong hơn hai tháng, quân Đức tập trung lại lực lượng lên đến khoảng 20 sư đoàn. Do mối đe dọa đột phá của Cụm tập đoàn quân Nam của đội Đức vào hướng Donbass và Krym, Đại bản doanh đã quyết định sơ tán các đơn vị của Khu phòng thủ Odessa, bao gồm cả Tập đoàn quân độc lập Duyên hải, đến Krym bằng đường biển. Nhiệm vụ này được thực hiện bởi Hạm đội Biển Đen và Tập đoàn quân độc lập Duyên hải trong khoảng thời gian từ ngày 1 tháng 10 đến ngày 16 tháng 10 năm 1941.
Vào nửa cuối tháng 10, tập đoàn quân được chuyển thuộc Bộ chỉ huy tác chiến Krym và tham gia vào trận chiến phòng thủ chống lại Tập đoàn quân 11 Đức và quân đoàn Rumani, đã đột nhập vào vùng thảo nguyên của Krym. Đội hình tập đoàn quân rút lui về Sevastopol, tiến hành những trận chiến khốc liệt.
Ngày 4 tháng 11 năm 1941, Khu phòng thủ Sevastopol được thành lập, trực thuộc Bộ chỉ huy tác chiến Krym cho đến ngày 19 tháng 11, bao gồm cả Tập đoàn quân độc lập Duyên hải vừa rút về. Lúc này, biên chế tập đoàn quân gồm có các sư đoàn súng trường 25, 95, 172 và 421, sư đoàn kỵ binh 2, 40 và 42, lữ đoàn hải quân đổ bộ 7 và 8, tiểu đoàn xe tăng độc lập 81 và một số đơn vị khác phòng thủ ở ngoại ô Sevastopol.
Từ ngày 20 tháng 11, Khu phòng thủ Sevastopol trực thuộc Phương diện quân Zakavkaz, kể từ ngày 30 tháng 12 là Phương diện quân Kavkaz, đến ngày 28 tháng 1 năm 1942 lại chuyển sang Phương diện quân Krym, ngày 26 tháng 4, lại chuyển thuộc Bộ tổng tư lệnh hướng Tây Nam. Ngày 20 tháng 5, Tập đoàn quân độc lập Duyên hải được chuyển thuộc Phương diện quân Bắc Kavkaz.
Ngày 30 tháng 6, quân Đức mở cuộc tấn công mạnh vào Sevastopol. Một trận chiến khối liệt diễn ra. Sau khi Bộ chỉ huy lực lượng phòng thủ di tản ngày 1 tháng 7 năm 1942, lực lượng phòng thủ Sevastopol về cơ bản đã ngừng kháng cự. Hầu hết binh sĩ và sĩ quan Hồng quân còn kẹt lại trong thành phố đều bị bắt hoặc bị giết.
Ngày 28 tháng 7 năm 1942, Tập đoàn quân độc lập Duyên hải bị xóa phiên chế.

#### Lãnh đạo tập đoàn quân
Tư lệnh
- Trung tướng N.E. Chibisov (18 tháng 7 năm 1941 - 26 tháng 7 năm 1941)
- Trung tướng G.P. Safronov (26 tháng 7 năm 1941 - 5 tháng 10 năm 1941)
- Thiếu tướng I.E. Petrov (5 tháng 10 năm 1941 - 28 tháng 7 năm 1942)

Ủy viên Hội đồng quân sự
- Chính ủy sư đoàn F.N. Voronin (19 tháng 7 năm 1941 - 22 tháng 8 năm 1941)
- Chính ủy lữ đoàn M.G. Kuznetsov (22 tháng 8 năm 1941 - 28 tháng 7 năm 1942)
- Chính ủy sư đoàn I.F. Chukhnov (tháng 3 - tháng 7 năm 1942)

Tham mưu trưởng
- Thiếu tướng V.F. Vorobyov (19 tháng 7 năm 1941 - 10 tháng 8 năm 1941)
- Thiếu tướng G.D. Shishenin (10 tháng 8 năm 1941 - 22 tháng 8 năm 1941)
- Đại tá N.I.Krylov (22 tháng 8 năm 1941 - 28 tháng 7 năm 1942)

### Tái lập
Binh đoàn Duyên hải được tái lập ngày 20 tháng 11 năm 1943, trên cơ sở chỉ thị của Bộ Tổng tư lệnh Tối cao ngày 15 tháng 11 năm 1943, trên cơ sở bộ chỉ huy tiền phương của Phương diện quân Bắc Kavkaz và tập đoàn quân 56, trực thuộc Đại bản doanh Bộ Tổng tư lệnh tối cao, và được gọi là Tập đoàn quân độc lập Duyên hải.
Đến ngày 20 tháng 11 năm 1943, trừ Quân đoàn Cận vệ 11 và Quân đoàn súng trường 16 chiếm giữ trên đầu cầu Kerch, phần còn lại của tập đoàn quân vẫn ở trên Bán đảo Taman. Tập đoàn quân được giao nhiệm vụ mở rộng đầu cầu Kerch, tập trung toàn bộ lực lượng để chuẩn bị một chiến dịch tấn công với mục tiêu giải phóng Krym. Từ cuối tháng 11 năm 1943 đến tháng 1 năm 1944, tập đoàn quân đã tiến hành ba cuộc tấn công nhằm mở rộng đầu cầu. Từ tháng 2 đến đầu tháng 4, tập đoàn quân kiên quyết giữ các tuyến chiếm đóng, cải thiện chúng về mặt kỹ thuật và tham gia huấn luyện chiến đấu.
Vào tháng 4 - tháng 5 năm 1944, Tập đoàn quân độc lập Duyên hải tham gia Chiến dịch chiến lược Krym. Khi chiến dịch bắt đầu, tập đoàn quân đã đánh bại các đơn vị hậu vệ Đức ở phía bắc Kerch. Ngày 11 tháng 4, cùng với các tàu và máy bay của Hạm đội Biển Đen, cùng với sự hỗ trợ của Tập đoàn quân Không quân 4, tập đoàn quân đã giải phóng Kerch. Ngày hôm sau, các đơn vị thuộc tập đoàn quân đã chiếm được các vị trí Ak-Monay - tuyến phòng thủ kiên cố cuối cùng của quân Đức trên Bán đảo Kerch. Ngày 13 tháng 4, tập đoàn quân giải phóng Feodosia, liên tục truy kích quân Đức, giải phóng Sudak ngày 14 tháng 4, phối hợp với Phương diện quân Ukraina 4, tiến đến các vị trí phòng thủ kiên cố của quân Đức ở gần Sevastopol.
Ngày 18 tháng 4 năm 1944, tập đoàn quân được chuyển thuộc Phương diện quân Ukraina 4 và đổi tên thành Tập đoàn quân Duyên hải. Đến ngày 7 tháng 5, tập đoàn quân tấn công vào khu vực phòng thủ kiên cố Sevastopol của quân Đức. Sau hai ngày chiến đấu ác liệt, các đơn vị của tập đoàn quân, phối hợp với tập đoàn quân Cận vệ 2 và tập đoàn quân 51, cùng với Hạm đội Biển Đen, giải phóng Sevastopol. Tập đoàn quân cũng phát triển một cuộc tấn công theo hướng mỏm Chersonese và đến 12 giờ ngày 12 tháng 5, Chersonesos đã được giải phóng.
Ngày 16 tháng 5 năm 1944, Tập đoàn quân Duyên hải được rút khỏi Phương diện quân Ukraina 4 và một lần nữa đổi tên thành Tập đoàn quân độc lập Duyên hải, trực thuộc Bộ Tổng tư lệnh tối cao. Cho đến khi kết thúc chiến tranh, tập đoàn quân chịu trách nhiệm bảo vệ bờ biển Krym.
Ngày 9 tháng 7 năm 1945, Tập đoàn quân độc lập Duyên hải được giải thể.

#### Lãnh đạo tập đoàn quân
Tư lệnh
- Đại tướng I.E. Petrov (20 tháng 11 năm 1943 - 4 tháng 2 năm 1944)
- Đại tướng A.A. Yeryomenko (4 tháng 2 năm 1944 - 18 tháng 4 năm 1944)
- Trung tướng K.S. Melnik (18 tháng 4 năm 1944 - 9 tháng 7 năm 1945)

Ủy viên Hội đồng quân sự
- Đại tá Ye.Ye. Maltsev (20 tháng 11 năm 1943 - 28 tháng 12 năm 1943)
- Thiếu tướng P.M. Solomko (28 tháng 12 năm 1943 - 9 tháng 7 năm 1945 )

Tham mưu trưởng
- Trung tướng I.A. Laskin (20 tháng 11 năm 1943 - 6 tháng 12 năm 1943)
- Thiếu tướng S.Ye. Rozhdestvensky (6 tháng 12 năm 1943 - 17 tháng 1 năm 1944)
- Thiếu tướng P.M. Kotov-Legonkov (17 tháng 1 năm 1944 - 30 tháng 5 năm 1944)
- Trung tướng S.I. Lyubarsky (30 tháng 5 năm 1944 - 24 tháng 11 năm 1944)
- Thiếu tướng S.S. Yepanechnikov (24 tháng 11 năm 1944 - 9 tháng 7 năm 1945)